# Terra Formars
Terra Formars (テラフォーマーズ, Tera Fōmāzu) é um mangá escrito por Yū Sasuga e ilustrado por Kenichi Tachibana. É serializado na revista Young Jump desde 2011. A Editora JBC começou a publicar o mangá no Brasil em julho de 2015. Dois OVAs sobre a BUGS-2 foram lançados em 2014, e uma série animada de televisão, abrangendo o arco Anexo 1 também foi transmitida em 2014 Um mangá spin-off intitulado Terra For Police começou a ser publicado na Jump Kai em 10 de maio de 2014. Uma adaptação live-action será dirigida por Takashi Miike.

## Sinopse
No século XXI, com tantos problemas ambientais ocorrendo na Terra, cientistas decidiram que era hora de encontrar uma maneira de mudar a população para Marte no futuro, o que não era possível no momento porque o planeta tinha uma atmosfera gélida.
Para transformar esse planeta congelado em um ambiente habitável por humanos, dois tipos de organismos foram lançados em sua superfície. Primeiro, uma espécie modificada de alga, baseada em rochas fósseis, conhecidas como “estromatólitos”. Em seguida, um inseto da superordem dos Dictyoptera, que se alimentaria dessa alga e que possui um grande poder de reprodução, popularmente conhecido como barata.
Depois de 500 anos, a primeira expedição tripulada aterrissou em Marte com a missão de analisar a situação do planeta. Mas algo dá errado e todos os astronautas desaparecem misteriosamente, não sem antes enviar uma mensagem para o centro de comando da missão. O ponto de partida de Terra Formars é exatamente o envio da segunda expedição tripulada a Marte, em princípio para a mesma missão da nave anterior, mas o que eles encontrarão por lá poderá acabar com os planos dos cientistas e a paz na Terra.